# Municipio Apodaca
Koordinaten: 25° 47′ N, 100° 11′ W
Das Municipio Apodaca ist ein Municipio im mexikanischen Bundesstaat Nuevo León. Es gehört zur Metropolregion Monterrey und hat seinen Sitz in der Stadt Apodaca. 

## Geographie
Das Municipio Apodaca liegt im Zentrum von Nuevo León. Es grenzt an die Municipios San Nicolás de los Garza, Escobedo, Salinas Victoria, Pesquería, Juárez und General Escobedo. Das Municipio hat eine Fläche von 183,5 km² und liegt auf einer durchschnittlichen Höhe von über 400 m über dem Meeresspiegel. Das Gelände ist flach bis leicht hügelig. Das Klima ist semiarid, mit heißen Sommern und milden Wintern.

## Bevölkerung
Laut der Volkszählung von 2020 hat das Municipio Apodaca 656.464 Einwohner, davon sind 331.513 Frauen und 324.951 Männer. Die Bevölkerungsdichte beträgt 2922 Einwohner pro km². Die Alphabetisierungsrate liegt bei über 99 %.

## Orte
Das Municipio Apodaca besteht aus 63 Ortschaften, von denen die meisten als urban klassifiziert sind. Die größten Ortschaften sind:
| Ortschaft              | Einwohner |
| Ciudad Apodaca         | 536 436   |
| Ex-hacienda Santa Rosa | 22 464    |
| Santa Rosa             | 21 180    |
| Prados de Santa Rosa   | 11 303    |
| Misión San Pablo       | 10 113    |
| Loma la Paz            | 8 287     |
| Gesamt                 | 656 464   |